# Poltys rehmanii
Poltys rehmanii là một loài nhện trong họ Araneidae.
Loài này thuộc chi Poltys. Poltys rehmanii được miêu tả năm 2006 bởi Bastawade & Khandal.